# Medina (Dakota del Nord)
Medina è un centro abitato (city) degli Stati Uniti d'America, situato nella Contea di Stutsman nello Stato del Dakota del Nord. Nel censimento del 2000 la popolazione era di 335 abitanti. La città è stata fondata nel 1899.

## Geografia fisica
Secondo i rilevamenti dell'United States Census Bureau, la località di Medina si estende su una superficie di 2,60 km², tutti occupati da terre.

## Popolazione
Secondo il censimento del 2000, a Medina vivevano 335 persone, ed erano presenti 99 gruppi familiari. La densità di popolazione era di 128 ab./km². Nel territorio comunale si trovavano 209 unità edificate. Per quanto riguarda la composizione etnica degli abitanti, il 99,40% era bianco e lo 0,60% apparteneva a due o più razze. La popolazione di ogni razza ispanica corrispondeva allo 0,30% degli abitanti.
Per quanto riguarda la suddivisione della popolazione in fasce d'età, il 20,0% era al di sotto dei 18, il 2,1% fra i 18 e i 24, il 20,6% fra i 25 e i 44, il 23,6% fra i 45 e i 64, mentre infine il 33,7% era al di sopra dei 65 anni di età. L'età media della popolazione era di 50 anni. Per ogni 100 donne residenti vivevano 79,1 maschi.